# Girard (Ohio)
Girard é uma cidade localizada no estado norte-americano de Ohio, no Condado de Trumbull.

## Demografia
Segundo o censo norte-americano de 2000, a sua população era de 10.902 habitantes.
Em 2006, foi estimada uma população de 10.377, um decréscimo de 525 (-4.8%).

## Geografia
De acordo com o United States Census Bureau tem uma área de
17,1 km², dos quais 15,8 km² cobertos por terra e 1,3 km² cobertos por água. Girard localiza-se a aproximadamente 287 m acima do nível do mar.

## Localidades na vizinhança
O diagrama seguinte representa as localidades num raio de 8 km ao redor de Girard.